# Microdytes nilssoni
Microdytes nilssoni är en skalbaggsart som beskrevs av Wewalka 1997. Microdytes nilssoni ingår i släktet Microdytes och familjen dykare. Inga underarter finns listade i Catalogue of Life.